# 試播集 (瑞克和莫蒂)
〈試播集〉（英語：Pilot）是美國電視科幻情景喜劇動畫《瑞克和莫蒂》第一季的第一集。由賈斯汀·羅蘭德執導並與丹·哈蒙共同撰寫劇本，該集於2013年12月2日在Adult Swim首播。劇中主要描述主角瑞克和他軟弱的孫子莫蒂開始了一場危險的穿越冒險。該集播出後主要獲得了正面的評價，並有約110萬名觀眾收看該集。

## 劇情
科學家瑞克時常會帶著自己的孫子莫蒂四處冒險，使得莫蒂的課業受到了影響；但瑞克則認為學校才是對莫蒂有著不良影響的地方，因此他又強行在學校將莫蒂帶走。瑞克帶莫蒂到一個維度的異空間「35C象限（Dimension 35-C）」，因那裡有著瑞克研究所需的超級樹之種子。但因瑞克次元穿梭裝置電量殆盡，使得他們如果想回家就必須通過星際海關，而瑞克便要莫蒂將種子藏在直腸。當他們將被搜身時，瑞克馬上帶著莫蒂逃走，使得他們和外星蟲海關發生了槍戰，最後成功脫逃。回到家後，莫蒂的父母打算把瑞克送走，但因種子消化的影響使得莫蒂短時間內變得聰明，這才讓父母認同他的教育。儘管成功說服父母，但莫蒂卻因種子的副作用而使自己全身抽蓄起來。

## 角色

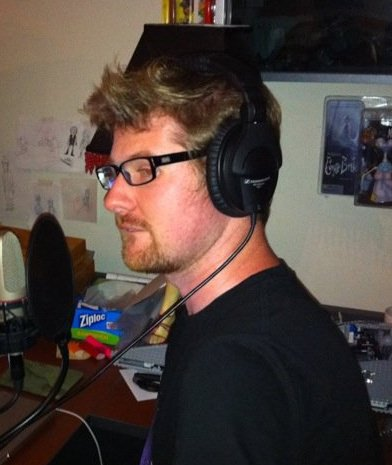
賈斯汀·羅蘭德一人身兼瑞克和莫蒂兩角的配音。

- 瑞克·桑切斯（Rick Sanchez，賈斯汀·羅蘭德配音）[3][4]
- 莫蒂·史密斯（Morty Smith，賈斯汀·羅蘭德配音）[3][4]
- 傑瑞·史密斯（Jerry Smith，克里斯·帕內爾配音）[3]
- 桑美·史密斯（Summer Smith，史賓瑟·葛拉莫（英语：Spencer Grammer）配音）[3]
- 貝絲·史密斯（Beth Smith，莎拉·查爾克配音）[3]

## 反響
《影音俱樂部》的札克·漢德蘭給了該集「B+」的評價，並表示「（觀眾）永遠不會忘記瑞克野心造成的黑暗影響。這意味存在著某種利害關係，使笑話更有趣，並維持著故事的有趣。」ScreenRant網站的傑森·塔布里斯所給的評價整體以正面居多，他提到哈蒙從《超時空奇俠》和《銀河便車指南》吸取了一些靈感引用自該集中。IGN網站的麥特·福勒認為，《瑞克和莫蒂》在惡搞和黑色幽默間的轉變使自己大笑起來。他還表示，分別詮釋傑瑞和貝絲·史密斯的克里斯·帕內爾與莎拉·查爾克的表現相當傑出。

## 外部連結
- 互联网电影数据库上試播集的资料（英文）